# Острови Спратлі
Острови Спратлі (в'єт. Quần Đảo Trường Sa; кит.: 南沙群岛; тагал. Kapuluan ng Kalayaan) — архіпелаг у південно-західній частині Південнокитайського моря, що складається з більш ніж 100 дрібних островів, рифів і атолів, сумарна площа яких становить менше 5 км. Загальна площа району становить понад 400 тис. км, його центр знаходиться за 400 км від островів Палаван і Калімантан, за 500 км від узбережжя В'єтнаму і за 1000 км від китайського острова Хайнань.

## Боротьба за архіпелаг

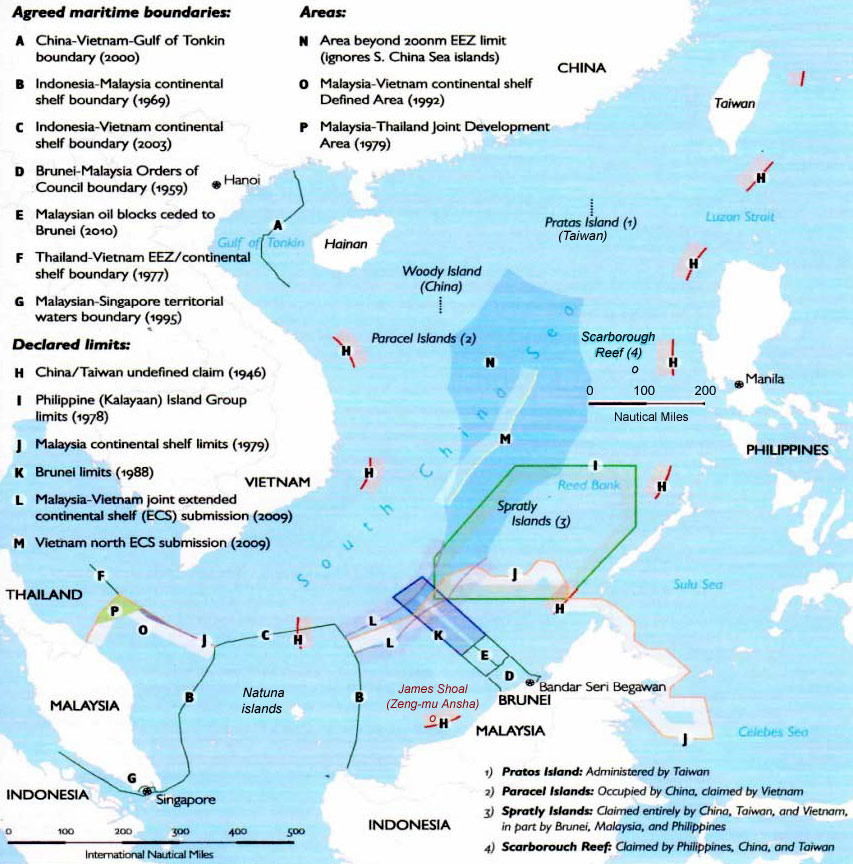
Претенденти на території в Південнокитайському морі: В'єтнам, КНР, Філіппіни, Малайзія, Тайвань, Бруней.

Попри свій крихітний розмір, острови архіпелагу мають важливе значення з точки зору присутності в регіоні. Крім того, дослідження свідчать про наявність значної кількості нафти і газу. На островах немає постійного населення, в даний час вони використовуються як рибопромисловий район.
Офіційні претензії на встановлення державного суверенітету над усім архіпелагом Спратлі пред'являють Китай і В'єтнам. Одночасно на ряд південних островів і рифів претендують Філіппіни, Малайзія, Бруней і Тайвань. У даний час під контролем В'єтнаму перебувають близько 40 островів, Китай займає 15, Філіппіни — вісім, Малайзія — шість островів архіпелагу. Тайвань володіє одним, але найбільшим за розмірами островом — Тайпін (Іту-Аба). Всі зазначені держави розмістили військові підрозділи на підконтрольних островах, активно розвивають їх інфраструктуру та освоюють природні ресурси в цьому районі.
Переговори щодо островів велися регулярно, починаючи з 1992 року, коли була прийнята Декларація АСЕАН про мирне вирішення конфлікту. У 2002 році на саміті АСЕАН був підписаний Кодекс поведінки в Південно-Китайському морі та Спільна декларація про співробітництво в галузі нетрадиційних питань безпеки. Ці договори підтвердили дотримання принципів ненападу і невтручання у справи один одного та вироблення механізмів врегулювання конфліктів. Кодекс поведінки не включив у себе положення, запропоноване В'єтнамом, про замороження будівництва нових структур в районі моря. Категорично проти цієї пропозиції виступив Китай. Посягання Китаю на острови Спратлі є яскравим прикладом китайського експансіонізму в Південно-Східній Азії.
У 2005 В'єтнам знову оголосив про суверенітет над островами Спратлі. Але уже в травні-червні 2011 р. між В'єтнамом і Китаєм відбулося кілька інцидентів, таких як пошкодження кабелів в'єтнамських дослідних суден, протести біля китайських диппредставництв у В'єтнамі, обміни заявами політиків і дипломатів, морські навчання В'єтнаму, хакерські війни. У свою чергу, 2008 року Філіппіни заявили, що будуть «битися до останнього моряка і морського піхотинця» за острови.
У травні 2018 Китай розмістив на островах свої ракетні системи, які дозволять йому наносити удари по судах в радіусі близько 475 кілометрів (для порівняння, ракети «земля-повітря» літають на 257 км).
2016-го року суд в Гаазі вирішив, що КНР не має права на спірні острови, однак, влада країни з цим не погодилася.
У квітні 2025 року берегова охорона Китаю висадилася на риф Сенді-Кей, щоб «здійснити суверенну юрисдикцію», піднявши на ньому вперше за багато років китайський прапор.